# (1725) CrAO
(1725) CrAO es un asteroide perteneciente al cinturón de asteroides descubierto el 20 de septiembre de 1930 por Grigori Nikoláievich Neúimin desde el observatorio de Simeiz en Crimea.
El nombre está formado con la abreviatura del Observatorio Astrofísico de Crimea: Crimean Astrophysical Observatory.